# ジョン・シュナイダー (野球)
ジョン・P・シュナイダー（John P. Schneider, 1980年2月14日 - ）は、アメリカ合衆国ニュージャージー州マーサー郡プリンストン出身のプロ野球監督、元プロ野球選手（捕手）。右投右打。現在は、MLBのトロント・ブルージェイズで監督を務める。

## 経歴
2001年のMLBドラフト24巡目（全体717位）でデトロイト・タイガースから指名されたが、この時は契約しなかった。
2002年のMLBドラフト13巡目（全体386位）でトロント・ブルージェイズから指名され、プロ入り。2007年まで同球団の傘下のマイナーでプレーしたが、メジャー昇格はならなかった。
引退後は2009年から2018年にかけて2012年を除いた全ての年でブルージェイズ傘下のマイナーで監督を務めた。2019年にはブルージェイズのコーチとなり、捕手陣の指導を担当することとなった。2022年からはベンチコーチへと配置転換され、シーズン中の7月13日に監督のチャーリー・モントーヨが解任されると監督代行に就任した。就任後は74試合で46勝28敗、勝率.622（それまでの88試合では46勝42敗、勝率.517）という成績を残し、チームをワイルドカードでのポストシーズン進出に導いた。レギュラーシーズン終了後の10月21日には正式に監督として2023年シーズンからの3年契約を結ぶことが発表された。

## 詳細情報

### 背番号
- 17（2019年 - 2020年）
- 21（2021年）
- 14（2022年 - ）